# Mladen Markač
Mladen Markač (uttalas: [mlâdɛn mârkatʃ]), född 8 maj 1955 i Đurđevac i Jugoslavien (nuvarande Kroatien), är en tidigare kroatisk general. I samband med operation Storm (1995), en polisiär och militär operation under det kroatiska självständighetskriget (1991–1995), var han chef för den kroatiska specialpolisen.
År 2008 stod Markač tillsammans med generalerna Ante Gotovina och Ivan Čermak åtalade vid Internationella krigsförbrytartribunalen för det forna Jugoslavien (ICTY) för krigsbrott begångna av kroatiska styrkor mot serber under det kroatiska självständighetskriget. I april 2011 dömdes Markač i första instans till 18 års fängelse. Efter att domen överklagats frikändes han  (slutgiltigt) i andra instans den 16 november 2012 från alla åtalspunkter och försattes omedelbart på fri fot. Han återvände därefter till Kroatien där han hyllats för sina insatser i vad som i Kroatien kallas "Hemlandskriget" (Domovinski rat), utanför Kroatien mera känt som kroatiska självständighetskriget.

## Biografi

### Uppväxt och utbildning
Mladen Markač föddes år 1955 i Đurđevac i dåvarande Folkrepubliken Kroatien som var en del av den federala socialistiska Folkrepubliken Jugoslavien. Han gick i grundskola i sin födelseort och slutförde gymnasieutbildning i Zagreb. År 1981 examinerades han vid Zagrebs universitet.

### Karriär

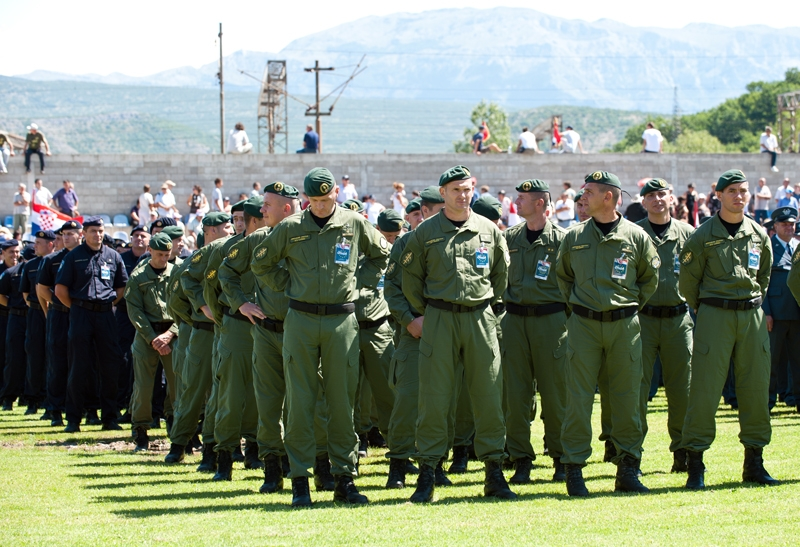
Medlemmar av Lučko antiterroristiska enhet i samband med den sextonde årsdagen av operation Storm år 2011.

Efter avslutat värnplikt i Jugoslaviens folkarmé år 1982 tog han tjänst i jugoslaviska inrikesdepartementets polisstyrkor. I samband med Jugoslaviens upplösning och Kroatiens väg mot självständighet deltog han år 1990 i etableringen av det kroatiska inrikesdepartementets specialpolisstyrka. Han utnämndes till ställföreträdande befälhavare för specialstyrkan som från slutet av år 1990 kallades Lučko antiterroristiska enhet. Den 18 februari 1994 utsåg Kroatiens president Franjo Tuđman honom till assisterande inrikesminister och som sådan var han högsta chef för det kroatiska inrikesdepartementets specialpolisstyrka. Han var högste chef för specialpolisstyrkan under den militära och polisiära kroatiska operation Storm och hade rang som generalöverste. Under Markačs ledning deltog specialpolisstyrkan i september 1993 i den kroatiska militära operationen Medak-fickan och i maj 1995 i operation Blixt.
Efter kroatiska självständighetskriget engagerade sig Markač politiskt. Från år 1996 var han ledamot för Kroatiska demokratiska unionen (HDZ) i Kroatiens parlament. Efter parlamentsvalet i Kroatien år 2000 övertog socialdemokraterna regeringsmakten. Markač gick då i pension och drog sig tillbaka från politiken.

### Åtal och rättegång
År 2001 åtalades Markač vid Internationella krigsförbrytartribunalen för det forna Jugoslavien (ICTY) för att vara ansvarig för krigsbrott begångna av kroatiska styrkor mot serber under det kroatiska självständighetskriget. I mars 2004 överlämnade han sig självmant till rätten som i första instans år 2011 fann honom skyldig till åtalspunkterna. Sedan den första domen överklagats frikände rätten honom slutligen från alla åtalspunkter i andra instans år 2012. 

## Citat
| ”               | Vårt krig var rättfärdigt och befriande. Vi lyckades bevisa detta. Jag har fått många utmärkelser för mitt arbete, men jag deltog inte kriget för graderna utan för att befria fosterlandet.* | „ |
| – Mladen Markač | |   |

* Markačs uttalande i hemstaden Đurđevac den 24 november 2012, kort efter att Internationella krigsförbrytartribunalen för det forna Jugoslavien frikänt honom från alla åtalspunkter och omedelbart försatt honom på fri fot.